# Lybius vieilloti
Lybius vieilloti là một loài chim trong họ Lybiidae.